# Заря (Панкрушихинский район)
Заря — посёлок в Панкрушихинском районе Алтайского края России. Входит в состав Урываевского сельсовета.

## География
Посёлок расположен в северо-западной части Алтайского края, на Приобском плато, к северу от реки Бурла, на расстоянии примерно 28 километров (по прямой) к западу-юго-западу (WSW) от села Панкрушиха, административного центра района. Абсолютная высота — 153 метра над уровнем моря

Климат континентальный, средняя температура января составляет −18,7 °C, июля — 22 °C. Годовое количество атмосферных осадков — 465 мм.

## Население
| 1997 | 1998 | 1999 | 2000 | 2001 | 2002 | 2003 |
| ---- | ---- | ---- | ---- | ---- | ---- | ---- |
| 85   | ↗90  | ↘86  | →86  | ↘82  | ↗87  | ↘80  |
| 2004 | 2005 | 2006 | 2007 | 2008 | 2009 | 2010 |
| ↘70  | ↗77  | ↗83  | ↘80  | ↘62  | ↘50  | ↘42  |
| 2011 | 2012 | 2013 |      |      |      |      |
| ↗43  | ↘41  | ↘38  |      |      |      |      |

Согласно результатам переписи 2002 года, в национальной структуре населения русские составляли 81 %.

## Улицы
Уличная сеть посёлка состоит из одной улицы (ул. Хабарская).

## Транспорт
К западу от Зари находится железнодорожная станцияУрываево Среднесибирской магистрали ЗСЖД.